# Leonard Rothkirsch
Leonard Rothkirsch, avstrijski feldmaršal in vojaški zgodovinar, * 1773, † 1842.